# Diocesi di Timmins

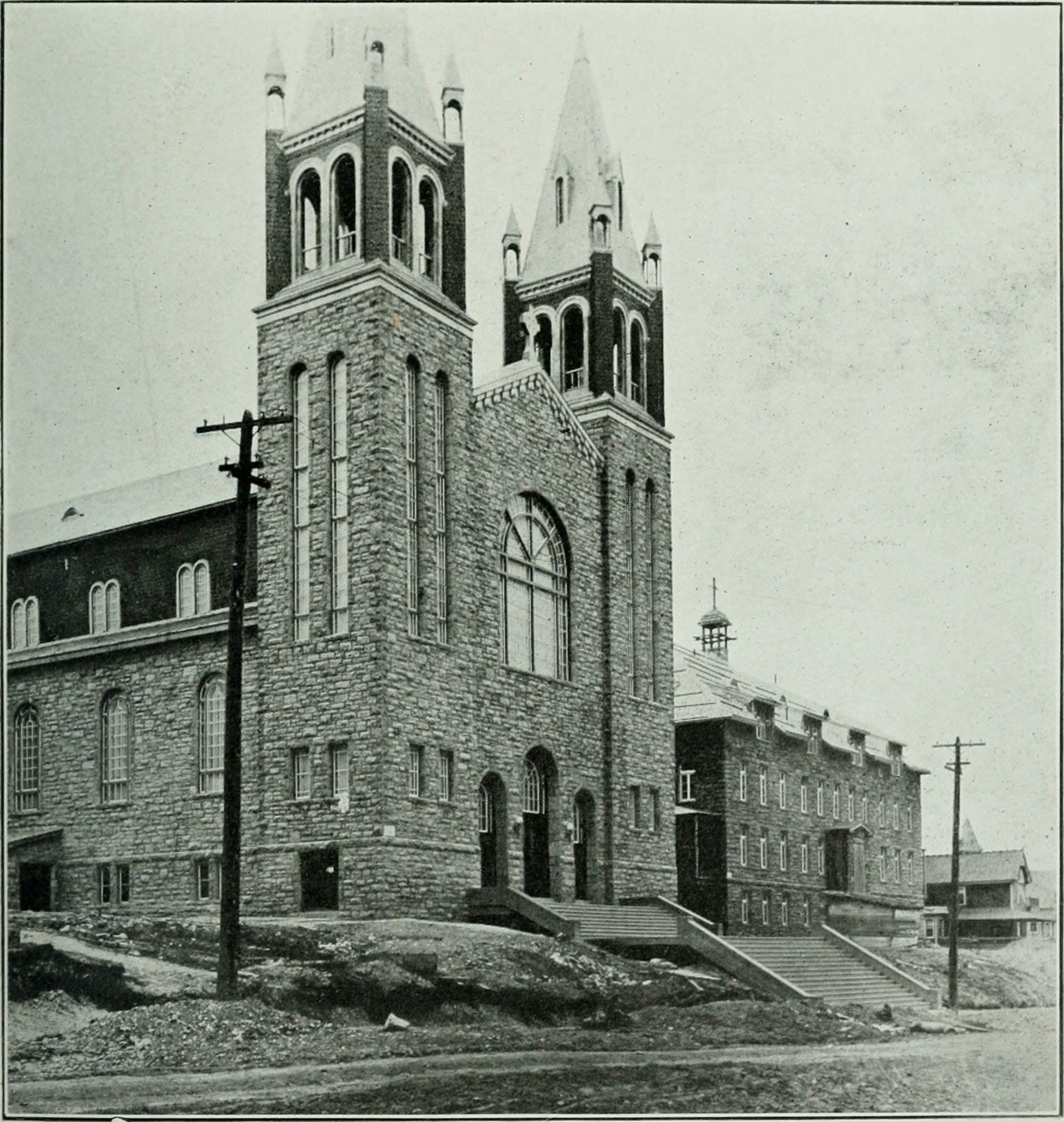
L'ex cattedrale della Santa Croce a Haileybury, in una fotografia del 1910

La diocesi di Timmins (in latino: Dioecesis Timminsensis) è una sede della Chiesa cattolica in Canada suffraganea dell'arcidiocesi di Ottawa-Cornwall. Nel 2022 contava 61.206 battezzati su 101.393 abitanti. È retta dal vescovo Serge Patrick Poitras.

## Territorio
La diocesi comprende parte della provincia dell'Ontario, in Canada.
Sede vescovile è la città di Timmins, dove si trova la cattedrale di Sant'Antonio di Padova. A Haileybury (oggi Temiskaming Shores) si trova l'ex cattedrale della Santa Croce.
Il territorio è suddiviso in 24 parrocchie.

## Storia
Il vicariato apostolico di Temiskaming fu eretto il 21 settembre 1908 con il breve Romanorum Pontificum di papa Pio X, ricavandone il territorio dalla diocesi di Pembroke.
Il 7 gennaio 1916 il vicariato apostolico fu elevato a diocesi ed assunse il nome di diocesi di Haileybury.
Il 18 aprile 1919 cedette una porzione del suo territorio a vantaggio dell'erezione della prefettura apostolica dell'Ontario settentrionale (oggi diocesi di Hearst-Moosonee).
Il 3 dicembre 1938 ha ceduto altre porzioni del suo territorio a vantaggio del vicariato apostolico dell'Ontario settentrionale, che contestualmente è stato elevato a diocesi, e dell'erezione della diocesi di Amos e del vicariato apostolico della Baia di James (oggi diocesi di Hearst-Moosonee).
Il 10 dicembre dello stesso anno per effetto del decreto Ad satius consulendum della Congregazione Concistoriale la sede vescovile è stata trasferita da Haileybury a Timmins e la diocesi ha assunto il nome attuale.
Il 29 novembre 1973 ha ceduto un'ulteriore porzione del suo territorio a vantaggio dell'erezione della diocesi di Rouyn-Noranda.

## Cronotassi dei vescovi
Si omettono i periodi di sede vacante non superiori ai 2 anni o non storicamente accertati.
- Élie Anicet Latulipe † (1º ottobre 1908 - 14 dicembre 1922 deceduto)
- Louis Rhéaume, O.M.I. † (8 giugno 1923 - 8 maggio 1955 deceduto)
- Maxime Tessier † (8 maggio 1955 succeduto - 24 marzo 1971 dimesso)
- Jacques Landriault † (24 marzo 1971 - 13 dicembre 1990 dimesso)
- Gilles Cazabon, O.M.I. (13 marzo 1992 - 27 dicembre 1997 nominato vescovo di Saint-Jérôme)
- Paul Marchand, S.M.M. † (8 marzo 1999 - 24 luglio 2011 deceduto)
- Serge Patrick Poitras, dal 10 novembre 2012

## Statistiche
La diocesi nel 2022 su una popolazione di 101.393 persone contava 61.206 battezzati, corrispondenti al 60,4% del totale.
| anno | popolazione | popolazione | popolazione | presbiteri | presbiteri | presbiteri | presbiteri                | diaconi | religiosi | religiosi | parrocchie |
| anno | battezzati  | totale      | %           | numero     | secolari   | regolari   | battezzati per presbitero | diaconi | uomini    | donne     | parrocchie |
| ---- | ----------- | ----------- | ----------- | ---------- | ---------- | ---------- | ------------------------- | ------- | --------- | --------- | ---------- |
| 1949 | 85.522      | 140.000     | 61,1        | 116        | 94         | 22         | 737                       |         | 44        | 402       | 72         |
| 1966 | 105.000     | 159.000     | 66,0        | 156        | 100        | 56         | 673                       |         | 136       | 525       | 86         |
| 1970 | 95.197      | 143.187     | 66,5        | 137        | 83         | 54         | 694                       |         | 101       | 439       | 71         |
| 1976 | 59.770      | 103.620     | 57,7        | 50         | 33         | 17         | 1.195                     |         | 41        | 124       | 37         |
| 1980 | 60.400      | 112.800     | 53,5        | 47         | 29         | 18         | 1.285                     |         | 37        | 103       | 37         |
| 1990 | 59.600      | 123.000     | 48,5        | 40         | 33         | 7          | 1.490                     | 7       | 14        | 75        | 34         |
| 1999 | 55.200      | 98.000      | 56,3        | 31         | 26         | 5          | 1.780                     | 7       | 10        | 38        | 31         |
| 2000 | 55.200      | 98.000      | 56,3        | 26         | 22         | 4          | 2.123                     | 7       | 9         | 37        | 31         |
| 2001 | 55.200      | 98.000      | 56,3        | 24         | 21         | 3          | 2.300                     | 5       | 8         | 35        | 31         |
| 2002 | 55.200      | 98.000      | 56,3        | 24         | 21         | 3          | 2.300                     | 7       | 8         | 33        | 31         |
| 2003 | 55.200      | 98.000      | 56,3        | 23         | 19         | 4          | 2.400                     | 6       | 9         | 28        | 31         |
| 2004 | 48.900      | 92.500      | 52,9        | 21         | 17         | 4          | 2.328                     | 6       | 8         | 30        | 30         |
| 2010 | 48.615      | 88.220      | 55,1        | 19         | 16         | 3          | 2.558                     | 6       | 8         | 10        | 24         |
| 2014 | 55.600      | 92.200      | 60,3        | 21         | 16         | 5          | 2.647                     | 6       | 9         | 14        | 24         |
| 2017 | 57.510      | 95.370      | 60,3        | 17         | 13         | 4          | 3.382                     | 4       | 8         | 10        | 25         |
| 2020 | 59.750      | 99.000      | 60,4        | 18         | 12         | 6          | 3.319                     | 6       | 8         | 8         | 24         |
| 2022 | 61.206      | 101.393     | 60,4        | 19         | 13         | 6          | 3.221                     | 5       | 6         | 7         | 24         |